# الحرس السلطاني العماني
الحرس السلطاني العُماني هو الحرس السلطاني لسلطنة عمان. تشكلت نواة الحرس السلطاني العماني في عام 1971م، يضم جناح الحرس السلطاني العُماني مقتنيات كثيرة من الأسلحة والمعدات و الأجهزة العسكرية التي إستخدمها السلاح منذ تأسيسه . يحتوي الحرس السلطاني العُماني على العديد من الفرق الموسيقية المختلفــة منهـــا :
- الفرقة الموسيقية الجنوبية .
- الفرقة الموسيقية الشمالية .
- فرقة الخيالة .
- فرقة الأوركسترا السمفونية العُمانية .

تشكلت من عدة وحدات من الجيش السلطاني العماني و كان يعتبر الحرس السلطاني ليكون وحدة من القوات الخاصة الاحتفالية مسؤولة عن حماية السلطان .

## معرض صور

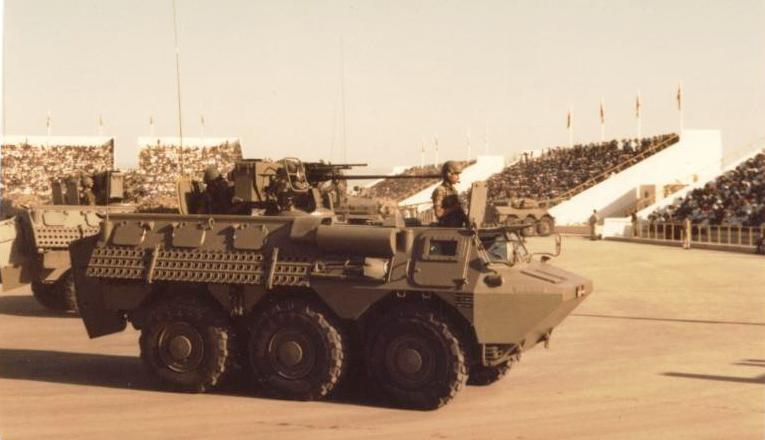
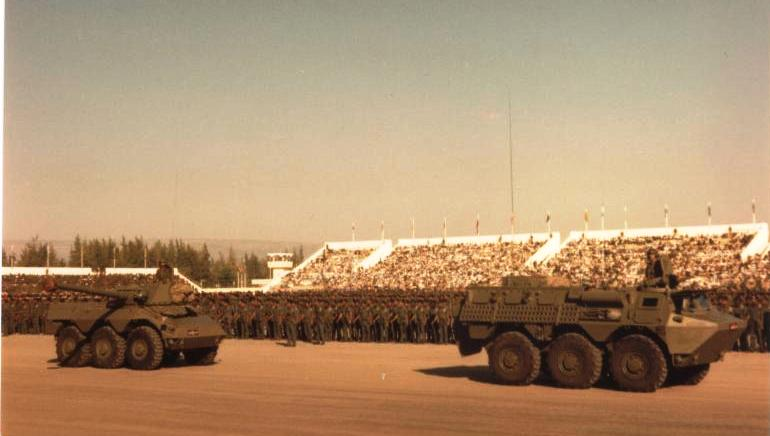
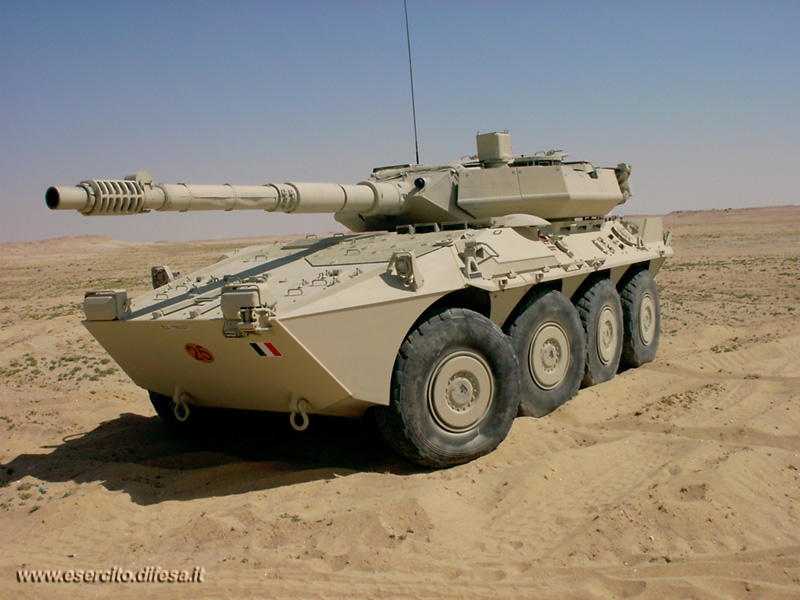